# Date Munehiro
Pour les articles homonymes, voir Date.
Date Munehiro est un nom japonais traditionnel ; le nom de famille (ou le nom d'école), Date, précède donc le prénom (ou le nom d'artiste).
Date Munehiro (伊達 宗広 ou 千広, 24 juin 1802-18 mai 1877), aussi connu sous le nom de Date Chihiro, est un samouraï japonais adepte du kokugaku et père de Mutsu Munemitsu. Son nom de plume était Jitoku (自得).

## Biographie
Fils de Usami Sukenaga, un samouraï du domaine de Kii, il est adopté par son oncle Date Moriaki. Il hérite des biens de sa famille à 12 ans et devient kansatsu à 18 ans. Il aide le karō du domaine de Kii à réformer le fief, et prend la tête du mouvement anti-étranger Sonnō jōi. En 1852, il est arrêté pour ces activités et emprisonné pendant dix ans à Tanabe. En 1861, il est relâché grâce à l'influence de Yamanouchi Yodo, daimyo du domaine de Tosa. Il transfère ensuite son patrimoine à son fils adoptif Date Muneoki avant de prendre sa retraite. Mais il revient aux activités anti-étrangers avec ce dernier. En 1865, il est arrêté par des officiels du domaine de Kii et de nouveau incarcéré. Il est relâché en 1869 après la restauration de Meiji. Pendant ses dernières années, il vit à Fukagawa avec son fils, Mutsu Munemitsu.

## Œuvres
Presque tous les ouvrages de Date Munehiro furent écrits en prison. Il avait reçu l'enseignement de Motoori Ōhira pendant sa jeunesse. Il méprisait le bouddhisme à cause de son côté inactif. Pourtant, lors de sa première incarcération, il lisait tous les jours le Issai-Sūtra, qu'il avait emprunté dans un temple voisin. Un jour, il reçut l'illumination bouddhiste.
- Taizei santenkō (大勢三転考), essai sur l'histoire
- Waka zenwa (和歌禅話), explication du bouddhisme avec la forme de poésie
- Manimani gusa (随々草), essais sur le bouddhisme, les poèmes waka et chinois
- Yomigaeri (余身帰), essais et mémoires
- Zui en syū (随縁集), anthologie de poèmes waka
- Kareno syū (枯野集), essais sur l'histoire et la littérature
- Date jitoku ō zen syū (伊達自得翁全集), sa première œuvre complète publiée en 1926

## Source de la traduction
- (en) Cet article est partiellement ou en totalité issu de l’article de Wikipédia en anglais intitulé « Date Munehiro » (voir la liste des auteurs).